# Hősgyökeres Szent Patrik-nap
A  Hősgyökeres Szent Patrik-nap (Credigree Weed St. Patrick's Day Special) a South Park című amerikai animációs sorozat 317. része (a 25. évad 6. epizódja). Elsőként 2022. március 16-án sugározták az Egyesült Államokban a Comedy Central műsorán. Magyarországon szinkronosan 2022. június 6-án szintén a Comedy Central mutatta be.
A korábbiakhoz képest rendkívül korai televíziós évadzáró epizód (melyet két streaming különkiadás követett) a kulturális kisajátítás témáját járja körül, kiforgatva azt.

## Cselekmény
Randy Marsh arra készül, hogy Szent Patrik napja alkalmából egy újabb marihuána-különkiadással jelentkezik. Felháborodottan reagál, amikor megtudja, hogy szomszédja, Steve Black, a Hősgyökeres Gandzsa tulajdonosa ugyanerre készül. Ezalatt Butters, aki a Szent Patrik-nap nagy rajongója, vidám hangulatban érkezik az iskolába, és megcsipked egy lányt, mert az nem visel zöldet a jeles napon. Később azonban kiderül, hogy a zoknija zöld volt, Butterst pedig letartóztatják kiskorú szexuális zaklatásáért. Megérkezik hozzá a kirendelt ügyvédnője, akinek elpanaszolja, hogy senki nem érti az ünnep lényegét, majd megmutatja, hogy csípte meg az iskolatársát. Az ügyvédnő erre felpofozza és közli, hogy ilyen vadállatot nem hajlandó képviselni.
A Hősgyökeres Gandzsa farmon zajlik az árusítás, Randy pedig odamegy és balhét csinál. Közli, hogy amit Steve csinál, az kulturális kisajátítás, és nincs joga beöltözni írnek, mert ő fekete, ez a nap pedig az "utolsó megtűrt fehér ünnep". Összeverekednek, Randyt pedig letartóztatják. Egy cellába kerül Butters-szel, aki az érkezését annak tulajdonítja, hogy imádkozott Szent Patrikhoz. Ezalatt Steve-hez megérkezik a helyi ír kocsma, a Farfing O'Cools tulajdonosa, aki füvet rendel, méghozzá két és fél tonnát. Ez hatalmas mennyiség, Steve mégse esik kétségbe, hogy honnan tudja előteremteni. Randy felhívja a fogdából Stant, és azt kéri a fiától, hogy segítsen megszökni úgy, hogy csempésszen be neki egy kis füvet. Stan és a barátai egy tortában viszik be, Randy pedig a különkiadás segítségével akarja megvesztegetni a rendőröket. Csakhogy az ír kocsma ingyen osztogatja azt, és a rendőröknek is jut belőle.  A bedühödött Randy "mágikus kobolderő" használatával kiszabadítja magát és Butterst.
Mikor visszaérnek a Böcsület Farmra, azt tapasztalják, hogy Törcsi eladta az összes füvet féláron Steve-nek. Randy összeveri Törcsit, amjd elindul a kocsmába, hogy számonkérje Steve-et, amiért az ő füvét árulja. A vendégek pánikba vannak esve, ugyanis a hírekben bemondták, hogy megszökött egy szexuális ragadozó is a börtönből. Mikor meglátják Butterst, üldözőbe veszik a rendőrök, és amikor már épp elfognák, hirtelen megjelenik az igazi Szent Patrik. Közli az emberekkel, hogy teljesen elfelejtették az ünnep igazi értelmét: a részegen balhézást. Beszéde alatt szexuálisan zaklat nőket és férfiakat is, és ordenáré dolgokat mond, aminek hatására az emberek teljesen kiábrándulnak a Szent Patrik-napból és hazamennek.
Másnap a hírekben bemondják, hogy a Szent Patrik-nap, "a fehér emberek utolsó, még megtartható ünnepe" végleg megszűnt. Butterst pedig öt év közérdekű munkára ítélik, mint szexuális ragadozót, ezért miközben szedi az utcán a szemetet, dühöng, hogy már megint elhitte, amit a templomban mondtak.

## Érdekességek
A magyar szinkronban Stan Tokennek nevezi Tolkient, annak ellenére, hogy a "Böcstelenség" című epizód épp arról szólt, hogy tudomást szerzett a valódi nevéről.

## Fordítás
- Ez a szócikk részben vagy egészben  a   Credigree Weed St. Patrick's Day Special című angol Wikipédia-szócikk ezen változatának fordításán alapul.  Az eredeti cikk szerkesztőit annak laptörténete sorolja fel. Ez a jelzés csupán a megfogalmazás eredetét és a szerzői jogokat jelzi, nem szolgál a cikkben szereplő információk forrásmegjelöléseként.